# متنزه أومو الوطني
متنزه أومو الوطني هو متنزه وطني في إثيوبيا تأسس عام 1980. يقع في إقليم جنوب إثيوبيا على الضفة الغربية لنهر أومو، ويغطي المتنزه حوالي 4,068 كيلومترًا مربعًا، على بعد 870 كيلومترًا جنوب غرب أديس أبابا. يقع عبر النهر متنزه ماجو الوطني ومحمية تاما للحياة البرية. على الرغم من بناء مدرج للطائرات مؤخرًا بالقرب من المقر الرئيسي للمتنزه على نهر موي، إلا أن الوصول إلى هذا المتنزه ليس سهلاً؛ حيث يصفه دليل لونلي بلانيت إثيوبيا وإريتريا بأنه أكثر المتنزهات بعدًا في إثيوبيا.

## الجغرافيا
يقع متنزه أومو الوطني على الضفة الغربية لنهر أومو في وادي أومو السفلي. يبلغ طول المتنزه 140 كم، ممتدًا من نهر نيروزي في الجنوب إلى سهل شاروم في الشمال، ويصل عرضه إلى 60 كم عند موقع المقر الرئيسي للمتنزه. تشمل المعالم الأرضية الرئيسية نهر أومو في الشرق، وجبال ماجي، وسهول شاروم وساي في الشمال والغرب، وسهول إيليبي وتلال ديرجا في الجنوب.  يوجد ثلاثة ينابيع ساخنة، ويعبر المتنزه عدة أنهار، جميعها تصب في نهر أومو. يعبر نهر موي منتصف المتنزه قبل أن يلتقي بنهر أومو. يقع معظم المتنزه على ارتفاع 800 متر، لكن الجزء الجنوبي بالقرب من نهر نيروزي ينخفض إلى 450 متر. يبلغ ارتفاع قمة جبال ماجي الأعلى داخل المتنزه 1,541 متر فوق مستوى سطح البحر.

## النباتات
تغطي معظم مساحة متنزه أومو الوطني سافانا مفتوحة واشجار وشجيرات وغابات نهرية تقع بالقرب من الضفة الغربية لنهر اومو. تشمل الانواع النباتية، تين جميز، تابورا فيشري، ميلانوديسكوس مستطيل، ميلانوديسكوس، مستطيل تريكيليا، روكا سمير، قضبان سانت اسود، سانت عسلي، سدر عناب.

## الحيوانات
يوفر المتنزه فرصًا ممتازة لمشاهدة الحياة البرية حيث يضم 73 نوعًا من الثدييات و312 نوعًا من الطيور.

### الثدييات
يضم متنزه أومو الوطني قطعانًا كبيرة من الجاموس الأفريقي، الحمر الوحشية، الأيلاند، المها الإفريقية، التيانغ، الربى الإفريقي، الدقدق، البشمور، الريدبوك، وغزال غرانت. تشمل الثدييات الأخرى النادرة: الفيلة، الأسود، النمور، الفهود، خنازير الأدغال، الكلاب البرية الإفريقية، الزرافات، الأوريبى، الكليبسبرينغر، الكودو الكبير، الضباع، وحيد القرن الأسود، أفراس النهر، والخنازير البرية. تعيش أيضًا رئيسيات مثل الغويرزا، البابون الزيتوني، وقرد دي برازا في المناطق الحرجية.

### الطيور
تشمل أنواع الطيور في المتنزه: النعام، النسور، البلشونيات، مالك الحزين، القنبر، دليل المناحل، الرفراف، طائر السكرتير، نقار الخشب، الببغاوات، الصرد، والنساج.

### الزواحف والبرمائيات
يضم المتنزه أيضًا تماسيح النيل، المامبا السوداء، السلاحف المنشارية، الكوبرا الباصقة سوداء العنق، الأفعى الليلية المعينية، أفعى النفخ، والبايثون الصخري.

## الجيولوجيا
أعلنت منظمة اليونسكو المجرى السفلي لنهر أومو موقعًا للتراث العالمي عام 1980، بعد اكتشاف أقدم بقايا أحفورية معروفة للإنسان العاقل في تكوين أومو كيبش، والتي يعود تاريخها إلى حوالي 195,000 عام.

## الحفاظ على البيئة

### مرافق الزوار
لا توجد تقريبًا أي بنية تحتية للسياحة داخل المتنزه ودعم قليل للزوار. أفيد عام 1999 أنه لم تكن هناك وكالات سياحية داخل إثيوبيا أو خارجها تنظم جولات في المتنزه. أعلن مركز والتا للمعلومات في 3 أكتوبر 2006 تخصيص مليون دولار أمريكي لبناء طرق ومراكز ترفيهية بالإضافة إلى مرافق اتصالات متنوعة بهدف جذب المزيد من الزوار.

### قضايا إدارة المتنزه
تتعرض قبائل المرسي، السورما، النيانجاتوم، الديزي، والمين لخطر النزوح و أو حرمانهم من الوصول إلى أراضيهم التقليدية للرعي والزراعة. يأتي ذلك بعد ترسيم حدود المتنزه في نوفمبر 2005، واستلام مؤسسة المتنزهات الأفريقية إدارة المتنزه مؤخرًا. تهدد هذه العملية بجعل سكان أومو متعدين غير قانونيين على أرضهم.
هناك تقارير تفيد بأنه تم إكراه هذه القبائل على توقيع وثائق لا تستطيع قراءتها من قبل مسؤولي المتنزه.
في أكتوبر 2008، أعلنت مؤسسة المتنزهات الأفريقية تخليها عن إدارة متنزه أومو الوطني ومغادرة إثيوبيا. ذكرت المؤسسة أن الإدارة المستدامة للمتنزهات الإثيوبية لا تتناسب مع "طريقة العيش غير المسؤولة لبعض المجموعات العرقية". تواجه المؤسسة صعوبة في التعامل مع السكان الأصليين الذين يحاولون مواصلة نمط حياتهم التقليدي داخل حدود المتنزه.

## وصلات خارجية
- الموقع الرسمي نسخة محفوظة 28 أبريل 2014 على موقع واي باك مشين.
- قائمة طيور متنزه أومو الوطني على موقع أفيباس